# Qi-Schule
Die Qi-Schule (chinesisch 齐学, Pinyin Qíxué, W.-G. Ch'i-hsüeh) ist eine der Schulen im Studium der konfuzianischen Klassiker während der Qin-Dynastie und frühen Han-Dynastie. Sie wurde so genannt, weil die Gelehrten der Schule – wie beispielsweise Yuan Gusheng 辕固生 (der einen Kommentar zum Buch der Lieder schrieb) und Gongyang Shou 公羊寿 (der einen Kommentar zu Gongyangs Kommentar zu den Frühlings- und Herbstannalen 春秋公羊传 schrieb) – alle aus einem Gebiet stammten, das in der Zeit der Streitenden Reiche als Staat Qi bezeichnet wurde.